# Tumor odontogênico
Os tumores odontogênicos compreendem um grupo complexo de lesões de comportamento clínico e tipos histológicos diversos. Algumas destas lesões são verdadeiras neoplasias e raramente podem apresentar um comportamento maligno. Outras podem ser representar malformações semelhantes a tumores (hamartomas).
Tumores odontogênicos, semelhantes à odontogênese normal apresentam interações indutivas variadas entre o epitélio odontogênico e o ectomesênquima odontogênico (elementos mesenquimais). Alguns tumores odontogênicos são compostos apenas de epitélio odontogênico, sem participação do mesênquima odontogênico.
Outros, algumas vezes denominados tumores odontogênicos mistos, são compostos de epitélio odontogênico e elementos do ectomesênquima. Tecidos dentários calcificados podem ou não ser formados nestas lesões.
Um terceiro grupo de tumores odontogênicos é composto principalmente de ectomesenquima odontogênico. O epitélio odontogênico pode ser incluído nestas lesões, mas não representa qualquer papel essencial em sua patogênese.

## Classificação
Com base na classificação da OMS:

### Tumores de epitélio odontogênico

#### Tumor odontogênico epitelial calcificante
Trata-se de um tumor odontogênico de origem epitelial pouco frequente, de aspecto microscópico característico que parece derivar do epitélio dental ou epitélio reduzido do órgão do esmalte. Representa 1% dos tumores odontogênicos. Localmente invasivo, tem um grande índice de recidivas.
Ocorre em pacientes a partir da segunda década de vida (média 40 anos), um pouco mais em homens. A mandíbula é duas vezes mais afetada que a maxila, com predileção para região molar-ramo. É localmente invasivo, com grande número de recidivas. Embora estas características clínicas sejam semelhantes ao ameloblastoma, histologicamente são bem diferentes. Duro à palpação, assintomático, expansão cortical frequente. 52% dos casos guardam relação com dentes sem erupcionar.
Nas fases iniciais parece um cisto dentígero, unilocular, com bordos hiperostósicos bem definidos ou não. Em alguns casos, pode haver alternância nos limites tumorais de zonas bem definidas com outras mais difusas. Em fases posteriores, onde ocorreu o processo de maturação da lesão, aparece uma lesão cística unilocular ou multilocular com numerosos focos radiopacos dispersos de tamanho e densidade variáveis (semelhante a favos de mel ou flocos de neve).
Diagnóstico Diferencial Fibroma odontogênico central, cistos odontogênicos queratinizantes e calcificantes, tumor odontogênico adenomatoide, ameloblastoma.
Tratamento - Dado que o tumor comporta-se clinicamente como o ameloblastoma, o tratamento é muito similar.